# Пазіано-ді-Порденоне
Пазіано-ді-Порденоне (італ. Pasiano di Pordenone, вен. Pasian de Pordenon) — муніципалітет в Італії, у регіоні Фріулі-Венеція-Джулія, провінція Порденоне.
Пазіано-ді-Порденоне розташоване на відстані близько 440 км на північ від Рима, 95 км на захід від Трієста, 12 км на південь від Порденоне.
Населення — 7749 осіб (2014).
Покровитель — святий Павло.

## Персоналії
- Даміано Даміані (1922—2013) — італійський режисер, сценарист, письменник.

## Демографія
Населення за роками:

Станом на 1 січня 2023 року в муніципалітеті офіційно проживали 1563 іноземці з 42 країн, серед них 574 громадяни країн Євросоюзу та 22 громадяни України.

## Сусідні муніципалітети
- Аццано-Дечимо
- Горго-аль-Монтікано
- Мансуе
- Медуна-ді-Лівенца
- Порчія
- Порденоне
- Прата-ді-Порденоне
- Правіздоміні